# 2905 Plaskett
2905 Plaskett је астероид главног астероидног појаса чија средња удаљеност од Сунца износи 2,803 астрономских јединица (АЈ).
Апсолутна магнитуда астероида је 12,1.